# Michael Kerstgens
Michael Kerstgens (* 1960 in Llanelli, South Wales, Großbritannien) ist ein Dokumentarist, Künstler und Porträtfotograf.

## Leben
Kerstgens lebt seit 1965 in Deutschland, zur Schule ging er in Mülheim an der Ruhr. Bis 1993 hat er bei Professor Angela Neuke Fotografie an der Universität-Gesamthochschule Essen in Essen studiert. Er arbeitet allerdings bereits seit dem Jahr 1987 fotografisch.
Im Jahr 2004 erhielt er den Imke Folkerts Preis für bildende Kunst als einer von zwei Preisträgern. Von 2005 bis 2007 war Kerstgens Dozent für Fotografie im Fachbereich Design an der Hochschule Anhalt, Dessau. Seit 2007 ist Michael Kerstgens Professor für Fotografie im Studienschwerpunkt Fotografie des Fachbereichs Gestaltung der Hochschule Darmstadt. 2014 wurde er mit dem Ruhrpreis für Kunst und Wissenschaft ausgezeichnet.

## Werke und Ausstellungen (Auswahl)
- "Dig deep for the miners". Seit 1995 Dauerausstellung über "Zeitgenössisches Jüdisches Leben in Berlin" im Centrum Judaicum "Neue Synagoge", Berlin auch als "Davids deutsche Sterne", veröffentlicht im Geo-Magazin 5/1995
- "Das Erbe der Einsamkeit" – Dokumentation bei einem Bergbauern im Ahrntal/Südtirol im Jahre 2002
- Eine Ausstellung auf Stellwänden in den öffentlichen Räumen in Mülheim an der Ruhr im Jahre 2003
- "...draußen ist noch da" – Porträts geistig behinderter Menschen, Ausstellung Kunstmuseum Mülheim an der Ruhr, 2004
- "Ostfriesland" – Ausstellung u. Buchpräsentation in der Johannes a Lasco Bibliothek Emden, Februar 2006
- "Jüdisches Museum Berlin, Lange Nacht der Museen "Russisch-Jüdische Migranten" Bildprojektion, Februar 2006
- "De Grens voorbij" – Fotografien über die Grenzregion der niederländischen Provinz Groningen mit Deutschland, 2010
- "Russen Juden Deutsche" – Fotografien von Michael Kerstgens seit 1992. Jüdisches Museum Berlin, 20. April – 15. Juli 2012
- 2013 im Kleinen Schloss der Ludwig Galerie Schloss Oberhausen: Russen Juden Deutsche. Fotografien von Michael Kerstgens seit 1992 (in Kooperation mit der Gedenkhalle Oberhausen und dem Jüdischen Museum Berlin), anschließend im Rathaus Neu-Isenburg.
- Weltkulturerbe Völklinger Hütte, 25. April – 28. November 2021[1]

## Foto-Bücher
- Neues Leben. Russen Juden Deutsche, Kehrer Verlag, Heidelberg. ISBN 978-3-86828-277-1.
- Coal not Dole 30 Years on. The UK Miners´ Strike 1984/1985. Peperoni Books, Berlin 2014. ISBN 978-3-941825-61-1.
- The Final Winter. Photographs and Texts by Michael Kerstgens, Peperoni Books, Berlin 2014, ISBN 978-3-941249-19-6.
- Hartes Leben auf der Höh. Athesia Verlag, Bozen, Südtirol 2015, ISBN 978-88-6839-112-6.
- Auf Ruhr Gebiet = Uproar Area. Mit Texten von Stefan Berger, Christoph Fasel und Theo Steegmann, Deutsch/Englisch, Peperoni Books, Berlin 2016, ISBN 978-3-941249-02-8.
- Zwischenzeiten. Mit einem Essay von Karsten Krampitz, Lehmstedt Verlag, Leipzig 2019, ISBN 978-3-95797-097-8.
- 1986 – Zurück in die Gegenwart. Text von Klaus Honnef, Vorwort von Michael Kerstgens, Deutsch/Englisch, Hartmann Books, Stuttgart 2021, ISBN 978-3-96070-068-5.

## Belege
1. ↑  1986 – Zurück in die Gegenwart Fotografien von Michael Kerstgens , voelklinger-huette.org, abgerufen 2, Juli 2021

| Personendaten    | Personendaten                                           |
| ---------------- | ------------------------------------------------------- |
| NAME             | Kerstgens, Michael                                      |
| ALTERNATIVNAMEN  | Kerstgens-Wirth, Michael                                |
| KURZBESCHREIBUNG | walisischer Dokumentarist, Künstler und Porträtfotograf |
| GEBURTSDATUM     | 1960                                                    |
| GEBURTSORT       | Llanelli, South Wales, Großbritannien                   |